# Heliura umbrimacula
Heliura umbrimacula là một loài bướm đêm thuộc phân họ Arctiinae, họ Erebidae.